# Ван Тьен Зунг
Ван Тьен Зунг (вьет. Văn Tiến Dũng, Ван Тьен Зунг; 2 мая 1917 — 17 марта 2002) — генерал Вьетнамской народной армии. Известен прежде всего планированием и успешным проведением Весеннего наступления 1975 года, завершившего войну во Вьетнаме.
Родился в крестьянской семье в Ханое. В 1936 году (по другим данным — в 1937 году) вступил в Коммунистическую партию Индокитая. Некоторое время провёл во французской тюрьме, откуда бежал в 1944 году. В конце Индокитайской войны был назначен на пост начальника штаба Вьетнамской народной армии, находился на этой должности во время битвы при Дьенбьенфу, а также в ходе Вьетнамской войны. В 1972 году командовал Северным фронтом (Чи-Тхьен-Хюэ) во время операции «Нгуен Хюэ» («Пасхальное наступление»); именно его фронту удалось достичь крупнейшей победы северовьетнамских войск в этой кампании, взяв столицу самой северной провинции Южного Вьетнама город Куангчи и удерживая его в течение четырёх с половиной месяцев.
В 1974 году Ван Тьен Зунг сменил Во Нгуен Зяпа на посту командующего северовьетнамской армией. Он разработал и успешно воплотил в жизнь план Весеннего наступления 1975 года, итогом которого стало взятие Сайгона и завершение Вьетнамской войны. После воссоединения Вьетнама армия под командованием Ван Тьен Зунга проводила боевые операции в ответ на пограничные провокации «красных кхмеров», вторглась в Камбоджу и свергла режим Пол Пота, а также отражала китайское вторжение 1979 года.
В 1980—1987 годах был министром обороны. В этот период его критиковали за авторитарный стиль работы, ходили и слухи о семейной коррупции.
Скончался в возрасте 84 лет в Центральном военном госпитале в Ханое. У него остались два сына и три дочери. Ван Тьен Зунг является одним из самых известных северовьетнамских полководцев периода Вьетнамской войны (возможно, уступая лишь Зяпу). Автор мемуаров «Великая победа весной 75-го» (1976).